# Unge viljer
Unge viljer är en norsk svartvit dramafilm från 1943 i regi av Walter Fyrst.

## Handling
Albert Jensen och hans hustru sliter för att sonen Tor ska kunna få en utbildning. Tor går på gymnasiet i samma klass som Liv West, dotter till Jensens arbetsgivare. Under en konflikt på arbetsplatsen försöker Jensen att medla med följden att han blir uppsagd. Hans fru dör kort därefter och Tor måste sluta skolan då fadern inte kan få arbete. Far och son står nu tillsammans med tusentals andra i kö för att få arbete. Den marxistiska fackorganisationen förföljer Jensen och till slut dränker han sig. När direktör West uppdagar att hans dotter är förtjust i en arbetargrabb skickar han henne till college i England. Tor tror att hon inte vill veta av honom och reser iväg. Han träffar bonden Bjørn som råder honom till att bli nybyggare. Tre år passerar och Liv kommer tillbaka från England. Hon har nu blivit myndig och bryter med sin far. Efter mödosamt sökande hittar hon till slut Tor och de får varandra.

## Rollista
- Karl Aagaard Østvig jr. – Tor, Albert Jensens son
- Anne Eline Christie – Liv West, direktörens dotter
- Martin Gisti – Albert Jensen, arbetare
- Johan Hauge – West, direktör
- Einar Tveito – Bjørn Storhaug, en bonde
- Henrik Dahl – bankchefen
- Betzy Holter – fru West
- Borger Jahr – Anton, Tors vän
- Kaare Keilhau – Glad
- Victor Lindzén – en kommunistledare
- Karin Meyer – Jensens fru
- Johan Barclay Nitter – Larsen, kontorschef
- Signe Ramberg – Bjørn Storhaugs fru
- Olaus Stavsholt – länsmannen
- Harald H. Strand (Storhaugs far)
- Alf Strømsnes – Kristian
- Laura Tellefsen – Livs barnjungfru
- Eva Hiorth Thesen – husa
- Karl Aagaard Østvig – Rastad, advokat

## Om filmen
Unge viljer regisserades av Walter Fyrst och var hans första spelfilmsregi sedan 1932 års kortfilm Prinsessen som ingen kunne målbinde. Fyrst var en av initiativtagarna till det norska nazistpartiet Nasjonal Samling och en anhängare av Vidkun Quisling. År 1942 regisserade han propagandadokumentären Vi er Vidkun Quislings hirdmenn. Unge viljer var även den en propagandafilm, gjord som en dramafilm. Filmen skildrar kommunister, fackföreningar och borgerliga arbetsgivare i negativ dager och förhärligar Nasjonal Samling.
Filmen producerades av bolaget Fürst-Film med Arne Tellefsen som produktionsledare. Den fotades av Sixten Andersen och klipptes av Fyrst. Filmen hade premiär den 2 februari 1943 i Norge. Efter filmens premiär skrev den Nasjonal Samling-vänliga tidningen Aftenposten: "Unge viljer ligger på et høyt plan, og det er gledelig at norsk film ikke bare er sunket ned til rent farsenivå. Den sterke handling og det friske naturlige spill river tilskuerne med, og når filmen er slutt, sitter man og syntes det har gått alt for fort."